# Lý Phương Tử
Đây là một tên người Triều Tiên, họ là Yi.

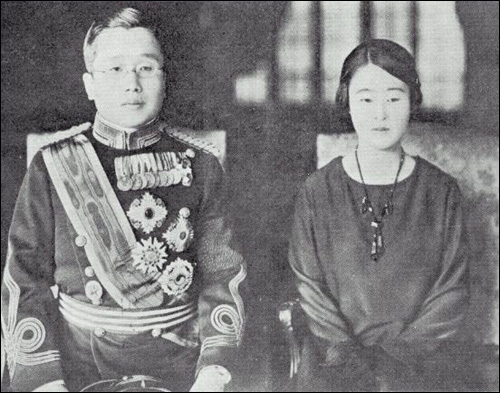
Thái tử phi và chồng - Hoàng tử Lý Ngân

Lý Phương Tử, Nữ vương Nashimoto Masako hay Thái tử phi Ý Mẫn của Triều Tiên (Euimin, tiếng Nhật: 李方子 Ri Masako) (4 tháng 11 năm 1901 – 30 tháng 4 năm 1989) là vợ của Thái tử nhà Triều Tiên Lý Ngân. Bà và chồng theo lý sẽ trở thành Hoàng hậu và Hoàng đế của Đế quốc Đại Hàn nếu bán đảo Triều Tiên không bị sáp nhập vào Đế quốc Nhật Bản năm 1910.

## Thiếu thời
Bà vốn là một Nữ vương, con gái lớn của Thân vương Nashimoto Morimasa của Nhật Bản - con trai thứ tư của Thân vương Kuni Asahiko và vợ là nữ Bá tước Itsuko (con gái của Hầu tước Naohiro Nabeshima).

## Gia quyến
Nữ vương Masako là ứng cử viên sáng giá để trở thành vợ tương lai của Thái tử Nhật Bản Hirohito, sau này là Thiên hoàng Chiêu Hoà. Những ứng viên khác bao gồm Nữ vương Kuni Nagako (sau này trở thành Hoàng hậu Hương Thuần) và nữ Khanh tước Tokiko Ichijō. Do nghi ngờ bị vô sinh và ảnh hưởng chính trị yếu ớt của gia đình nên bà sớm bị loại. Tuy nhiên, Nữ vương Masako thay vào đó đã được chọn để trở thành vợ của Thái tử Ý Mẫn của Triều Tiên, người đang bị chính phủ Nhật Bản quản thúc dưới danh nghĩa đi du học nước ngoài vào năm 1916. Đám cưới của họ được tổ chức vào ngày 28 tháng 4 năm 1920 tại cung điện của vua Triều Tiên ở Tokyo. Khi đó, Nữ vương Masako vẫn đang là học sinh. Tước hiệu mới của bà sau khi kết hôn được chuyển thành "Phương Tử, Thái tử phi Ý Mẫn của Triều Tiên". Mặc dù được chẩn đoán có khả năng bị vô sinh, nhưng cuối cùng, bà vẫn hạ sinh được Hoàng tử Lý Tấn vào ngày 18 tháng 8 năm 1921. Tuy nhiên, Hoàng tử đột ngột qua đời khi đi thăm Triều Tiên cùng cha mẹ vào ngày 11 tháng 5 năm 1922, làm dấy lên giả thuyết rằng đã bị đầu độc. Tang lễ được cử hành vào ngày 17 tháng 5 năm 1922 và được chôn cất ở Triều Tiên.
Ngày 24 tháng 4 năm 1926, Thái tử phi Phương Tử chính thức tiếp nhận danh hiệu "Lý Hoàng hậu" khi Hoàng đế Đại Hàn Thuần Tông, anh trai của Thái tử Ý Mẫn, qua đời. Thái tử trở thành "Lý Vương" của Triều Tiên (tước vị bị giảm từ Hoàng đế xuống thành Vương sau Điều ước sáp nhập Triều Tiên vào Nhật Bản). Tuy nhiên, ông không bao giờ được chính thức sắc phong làm vua, nên Masako vẫn duy trì tước hiệu Phương Tử, Thái tử phi Ý Mẫn. Ngày 29 tháng 12 năm 1931, bà sinh hạ Hoàng nam thứ hai, Hoàng tử Lý Cửu.

## Cuộc sống sau chiến tranh
Sau khi chiến tranh thế giới thứ hai kết thúc, toàn bộ danh hiệu Hoàng gia và Quý tộc của Triều Tiên đều bị chính quyền quân sự Hoa Kỳ bãi bỏ. Tổng thống Hàn Quốc Lý Thừa Vãn đã không chấp nhận cho gia đình Thái tử Ý Mẫn trở về nước bởi vì họ đã bị phế truất, trở thành những công dân Hàn Quốc bình thường sinh sống tại Nhật Bản. Tháng 11 năm 1963, Tổng thống Park Chung-hee cho phép Thái tử phi Phương Tử và gia đình được trở lại Hàn Quốc và sinh sống tại Xương Đức cung ở ngoại ô Seoul. Tuy nhiên, thời gian này, Thái tử Ý Mẫn đang hôn mê do căn bệnh nghẽn mạch máu não và được chuyển đến bệnh viện Seoul Sungmo để chữa trị. Bảy năm sau ngày trở về tổ quốc, Thái tử qua đời vào ngày 1 tháng 5 năm 1970 tại Nhạc Thiện trai, Xương Đức cung, Seoul.
Sau khi Thái tử qua đời, Thái tử phi Phương Tử đã cống hiến cuộc đời của mình vào sự nghiệp giáo dục cho những người khuyết tật. Bà đã thành công trở thành chủ tịch của nhiều uỷ ban như Ủy ban tưởng niệm Thái tử Ý Mẫn, và Myeonghwi-won - một dưỡng trí viện dành cho những bệnh nhân câm điếc và bại liệt bẩm sinh. Bà đồng thời cũng đã thành lập trường Jahye School và Myeonghye School dành cho người khuyết tật. Bà được vinh danh là "Bà mẹ của người khuyết tật ở Hàn Quốc". Dù cho làn sóng bài Nhật Bản lúc này đang diễn ra mạnh mẽ trên khắp Hàn Quốc và là người Nhật, nhưng bà vẫn được ca ngợi.

## Qua đời
Thái tử phi Phương Tử qua đời vào ngày 30 tháng 4 năm 1989, hưởng thọ 87 tuổi, ở Nhạc Thiện trai, Xương Đức cung sau một thời gian chống chọi với căn bệnh ung thư. Lễ tang của bà được tổ chức long trọng theo nghi thức dành cho nguyên thủ quốc gia với sự tham gia của Thân vương Takahito và Thân vương phi Yuriko của Nhật Bản. Bà được chôn cất cạnh chồng là Thái tử Ý Mẫn ở Hongyureung, Namyangju, gần thủ đô Seoul.
Cuốn tự bạch The World is One: Princess Yi Pangja's Autobiography đã được xuất bản, kể về cuộc đời đầy gian khổ của bà và gia đình tại Nhật Bản.
Một vài thành viên khác của gia đình Nashimoto đã đến thăm Seoul vào tháng 10 năm 2008 để bày tỏ sự tôn kính đối với bà nhiều năm sau khi mất. Dù Thái tử phi không còn nữa nhưng dòng họ Nashimoto hiện nay vẫn tiếp tục ủng hộ và đóng góp vào các quỹ từ thiện để giúp đỡ cho những người khuyết tật ở Hàn Quốc.

## Hậu duệ
1. Hoàng tử Lý Tấn (tiếng Hàn: 이진; Hanja: 李晋; Romaja: I Jin) (18 tháng 8 năm 1921 – 11 tháng 5 năm 1922). Hoàng tử đã qua đời đột ngột khi đi thăm Triều Tiên cùng cha mẹ ngày 11 tháng 5 năm 1922, làm dấy lên giả thuyết đã bị đầu độc. Tang lễ được cử hành ngày 17 tháng 5 năm 1922 và được chôn cất ở Triều Tiên. Không có hậu duệ.
2. Hoàng tử Lý Cửu (tiếng Hàn: 이구; Hanja: 李玖; Romaja: I Gu) (29 tháng 12 năm 1931 – 16 tháng 7 năm 2005). Hoàng tử trở thành người đứng đầu thứ 29 của gia tộc Hoàng gia Triều Tiên sau cái chết của cha mình. Sinh ra Hoài Trực Hoàng thái tôn Lý Thực (Triều Tiên Triết Tổ sau này).

## Danh hiệu
- Nữ vương Masako của dòng họ Nashimoto (1901–1920)
- Công nương Phương Tử, Thái tử phi Ý Mẫn của Triều Tiên (1920–1989)
- Lý Hoàng hậu của Triều Tiên (1926–1945)